# Jean Marie Maguena

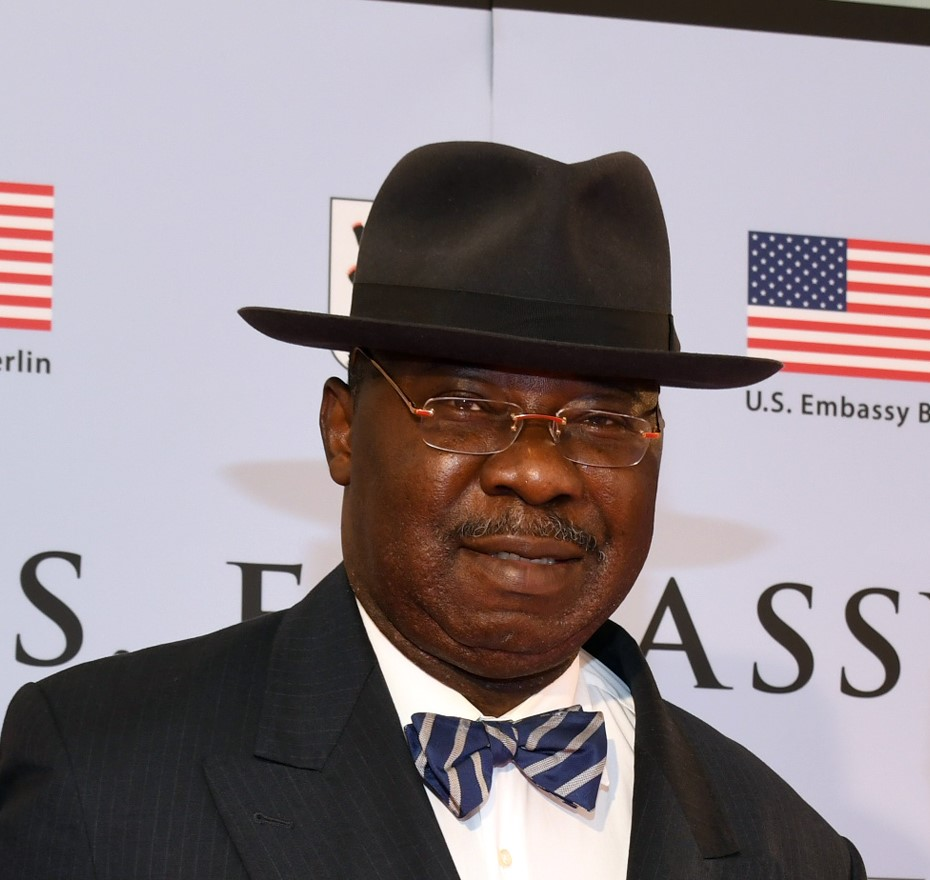
Jean Marie Maguena, 2018

Jean Marie Maguena (* 19. November 1957 in Mouila) ist ein gabunischer Diplomat.

## Leben
Er studierte Rechtswissenschaften, Politikwissenschaften und internationale Beziehungen an den Hochschulen Universität Paris I und Universität Paris XI. Er war auch Schüler an der École nationale d’administration (ENA).
Maguena trat in den diplomatischen Dienst Gabuns ein und arbeitete für das gabunische Außenministerium. Er war dort als Botschaftsdirektor für Afrika, als Direktor für Europa und letztlich als stellvertretender Generalsekretär tätig. Es folgte eine Tätigkeit als Kabinettsdirektor des Vizepräsidenten der Republik. Von 2007 bis 2012 war er Vizepräsident der Kommission der Zentralafrikanischen Wirtschafts- und Währungsgemeinschaft.
Zeitweise war er als Direktor der Fluggesellschaft Air Gabon tätig und unterrichtete als Dozent für internationale Beziehungen.
Am 30. November 2015 wurde er als gabunischer Botschafter in Deutschland mit Sitz in Berlin akkreditiert. 2019 wurde er von Marianne Odette Bibalou Bounda abgelöst.

## Persönliches
Jean Marie Maguena ist verheiratet und Vater von drei Kindern.